# Aliança Democràtica Somali
L'Aliança Democràtica Somali és un partit polític de Somaliland (abans dins Somàlia) que va sorgir del grup de clans Gadabursi de la regió de Borama. En general el Gadabursi foren favorables al règim de Siad Barre (1969-1991) i van ser els beneficiaris dels saquejos i confiscacions de propietats i terres dels issaqs que el govern de Barre va fer durant la repressió de 1989-1990 (un 40% dels béns confiscats van passar per Borama i es van vendre allí o es van exportar abans d'arribar a Mogadiscio). Al final de la guerra eren odiats pels issaqs. Però a les conferències de reconciliació de març de 1991 els Gadabursi van reconèixer els fets, van demanar perdó i es van unir als issaqs en les seves peticions. L'home clau en la reconciliació fou Abdirahman Aw Ali, un Gadabursi dins el cercle dirigent del Moviment Nacional Somali (i després ministre d'educació al primer gabinet de la República de Somaliland). A la Conferència Guurti de Reconciliació dels ancians de la República de Somaliland oberta el 4 de febrer de 1993 a Borama el Gadaburti foren els amfitrions i van tenir un paper destacat. La seva milícia és l'única que està equipada amb uniformes i armes modernes, ja que és bàsicament la mateixa que va servir sota el general Barre, i va garantir la seguretat de la Conferència.
Un partit anomenat igual es va presentar a la Conferència de Djibouti de 1993, presidit per Mohamed Farah Abdullahi però la seva representativitat for negada per l'ADS de Borama. Es tracta d'una escissió basada a la regió de Mogadiscio i oposada a la independència de Somaliland.